# 网络舆情分析师
网络舆情分析师是中华人民共和国的一行职业，主要工作为搜集汇总网络舆情，为官员了解网络信息、加强把握民意提供参考依据，起到辅助作用。

## 历史
在中华人民共和国，网络舆情监测与研究机构在2008年开始大量出现，舆情分析师也开始大规模走进公众的视野，成为朝阳职业。2012年，工信部电子科学技术情报研究所网络舆情研究中心决定开展网络舆情技能水平项目，并对考试合格者颁发相应技能水平考试证书。2013年9月，人社部就业培训技术指导中心与人民网联合启动网络舆情分析师职业培训计划，网络舆情分析师纳入人社部“CETTIC”职业培训序列，参加培训并考试合格者可以获得人社部颁发未强制性效果的《网络舆情分析师职业培训合格证》。